# Juan Ramón Jiménez
Juan Ramón Jiménez (24. prosince 1881 Moguer, Andalusie – 29. května 1958 Santurce, San Juan, Portoriko) byl španělský básník a nositel Nobelovy ceny za literaturu z roku 1956, a to za "jeho lyrickou poezii, která je příkladem vysokého ducha a umělecké čistoty".

## Život
Krátce studoval na univerzitě v Salamance, ale roku 1900 odešel do Madridu, aby se zapojil do literárního života. Začínal zde jako člen modernistické básnické skupiny, kterou vedl Rubén Darío, jenž mu pomohl roku 1900 vydat jeho první sbírku básní. Jiménez se za ni později styděl a ničil každý její výtisk, který objevil. Krátce po vydání prvé sbírky mu zemřel otec, načež Juan trpěl depresemi a strávil nějaký čas v sanatoriu v Bordeaux. Pak se vrátil do Madridu, kde pracoval v kulturním centru Residencia de Estudiantes.
V roce 1916 odcestoval do New Yorku, kde se oženil se Zenobií Camprubí Aymarovou, španělskou překladatelkou z hindštiny. S ní později na několika překladech spolupracoval, například na překladu hry irského dramatika Johna Millingtona Syngeho Riders to the Sea.
V roce 1936 mu prezident Španělské republiky nabídl post velvyslance ve Spojených státech, ale odmítl. Krátce na to vypukla španělská občanská válka a Juan emigroval do Portorika a poté na Kubu. Na Kubě zůstal tři roky a v roce 1939 odešel do Spojených států, které se staly jeho domovem až do roku 1951, kdy se definitivně přestěhoval do Portorika, kde nakonec i zemřel.
Byl vyhledávaným, avantgardním autorem, který měl značný vliv na generaci mladých básníků. Krom básní zkoušel i prózu, největšího ohlasu se dostalo jeho knize Stříbrák a já (Platero y yo, 1917) o vztahu muže a osla.

## Dílo
- 1900 – Almas de violeta
- 1903 – Arias Tristes
- 1908 – Elejías puras
- 1907 – Baladas de primavera
- 1911 – La soledad sonora
- 1917 – Diario de un poeta recién casado
- 1917 – Sonetos espirituales
- 1917 – Platero y yo
- 1918 – Eternidades
- 1919 – Piedra y cielo
- 1923 – Belleza
- 1942 – Españoles de tres mundos
- 1949 – Animal de fondo

## Česká vydání
- Stříbrák a já, SNDK, Praha 1961, přeložil František Nechvátal,
- Stříbrák a já, SNDK, Praha 1967, přeložil František Nechvátal,
- Daleké zahrady, Odeon, Praha 1981, přeložil Miloslav Uličný.